# 박섬
박섬(朴暹, ?~?)은 고려의 관료이다.

## 생애
1010년, 안북도호부사(安北都護府使)･공부시랑(工部侍郞)을 지내던 그는 거란군이 청수강(淸水江)에 이르자 성을 버리고 도망쳤다.
1011년, 식솔들을 거느리고 고향인 무안현으로 귀향하던 중에 피난길에 오른 현종을 만나 호종하게 되었다.
고향인 무안으로 돌아간 그는 거란이 철군했다는 소식을 듣고 조정으로 돌아왔으며, 현종이 그를 벌하지 않고 사재경에 임명하자 당시 많은 이들이 그를 비난했다.